# Centrum przesiadkowe Zawodzie
Centrum przesiadkowe Zawodzie – jedno z czterech centrów przesiadkowych w Katowicach, położonych przy ulicy 1 Maja, na terenie dzielnicy Zawodzie. Obsługuje połączenia o charakterze autobus – tramwaj – komunikacja indywidualna.
Wyposażone jest w parking na 405 samochodów, zadaszony parking dla rowerów, stację rowerów miejskich Metrorower, punkty kiss and ride, miejsca TAXI oraz budynek dworca z kioskiem, punktem sprzedaży biletów i toaletami. Centrum zlokalizowane jest na obszarze pętli tramwajowej, w rejonie ulic Bagiennej, Łącznej i 1 Maja.
Prace budowlane nad budową centrum przesiadkowego rozpoczęto w 2017 roku, a na początku grudnia 2020 roku zostało ono oddane do użytku. Koszt inwestycji wyniósł 95,2 mln zł, a zrealizowało ją konsorcjum firm ze spółką Unibep na czele.